# タイラー・ゴーデル
- タイラー・ガデル

タイラー・デビッド・ゴーデル（Tyler David Goeddel, 1992年10月20日 - ）は、アメリカ合衆国・カリフォルニア州サンマテオ郡ヒルズボロ出身の元プロ野球選手（外野手）。右投右打。
兄はニューヨーク・メッツなどに投手として所属したエリック・ゴーデル。

## 経歴

### プロ入りとレイズ傘下時代
2011年のMLBドラフト1巡目追補（全体41位）でタンパベイ・レイズから指名され、プロ入り。
2012年に傘下のA級ボーリンググリーン・ホットロッズでプロデビュー。103試合に出場して打率.246・6本塁打・46打点・30盗塁の成績を残した。
2013年もA級ボーリンググリーンでプレーし、112試合に出場して打率.249・7本塁打・65打点・30盗塁の成績を残した。オフにはオーストラリアン・ベースボールリーグに参加し、ブリスベン・バンディッツに所属した。
2014年はA+級シャーロット・ストーン・クラブズでプレーし、113試合に出場して打率.269・6本塁打・61打点・20盗塁の成績を残した。
2015年はAA級モンゴメリー・ビスケッツでプレーし、123試合に出場して打率.279・12本塁打・72打点・28盗塁の成績を残した。

### フィリーズ時代
2015年12月に行われたルール・ファイブ・ドラフトでフィラデルフィア・フィリーズから指名され、移籍。
2016年シーズンは開幕25人枠に残り、4月6日のシンシナティ・レッズ戦でメジャーデビューを果たした。この年は左翼手をメインに92試合に出場し、打率.192・4本塁打・16打点・3盗塁を記録した。
2017年3月31日に戦力外となった。

### レッズ傘下時代
2017年4月5日にウェイバーでレッズへ移籍し、傘下のAAA級ルイビル・バッツへ配属された。4月7日には40人枠外となった（そのままAAA級ルイビルに所属。）。2018年5月13日にFAとなった。

### ドジャース傘下時代
2018年5月17日にロサンゼルス・ドジャースとマイナー契約を結んだ。

### ナショナルズ傘下時代
2019年3月13日ワシントン・ナショナルズとマイナー契約を結んだ。7月13日にFAとなった。

## 詳細情報

### 年度別打撃成績
| 年 度     | 球 団     | 試 合 | 打 席 | 打 数 | 得 点 | 安 打 | 二 塁 打 | 三 塁 打 | 本 塁 打 | 塁 打 | 打 点 | 盗 塁 | 盗 塁 死 | 犠 打 | 犠 飛 | 四 球 | 敬 遠 | 死 球 | 三 振 | 併 殺 打 | 打 率 | 出 塁 率 | 長 打 率 | O P S |
| --------- | --------- | ----- | ----- | ----- | ----- | ----- | -------- | -------- | -------- | ----- | ----- | ----- | -------- | ----- | ----- | ----- | ----- | ----- | ----- | -------- | ----- | -------- | -------- | ----- |
| 2016      | PHI       | 92    | 234   | 213   | 17    | 41    | 3        | 3        | 4        | 62    | 16    | 3     | 0        | 1     | 1     | 17    | 0     | 2     | 52    | 4        | .192  | .258     | .291     | .549  |
| 通算：1年 | 通算：1年 | 92    | 234   | 213   | 17    | 41    | 3        | 3        | 4        | 62    | 16    | 3     | 0        | 1     | 1     | 17    | 0     | 2     | 52    | 4        | .192  | .258     | .291     | .549  |

### 年度別守備成績
| 年 度 | 球 団 | 左翼（LF） | 左翼（LF） | 左翼（LF） | 左翼（LF） | 左翼（LF） | 左翼（LF） | 右翼（RF） | 右翼（RF） | 右翼（RF） | 右翼（RF） | 右翼（RF） | 右翼（RF） |
| 年 度 | 球 団 | 試 合      | 刺 殺      | 補 殺      | 失 策      | 併 殺      | 守 備 率   | 試 合      | 刺 殺      | 補 殺      | 失 策      | 併 殺      | 守 備 率   |
| ----- | ----- | ---------- | ---------- | ---------- | ---------- | ---------- | ---------- | ---------- | ---------- | ---------- | ---------- | ---------- | ---------- |
| 2016  | PHI   | 69         | 75         | 4          | 3          | 3          | .963       | 12         | 13         | 1          | 0          | 0          | 1.000      |
| 通算  | 通算  | 69         | 75         | 4          | 3          | 3          | .963       | 12         | 13         | 1          | 0          | 0          | 1.000      |

### 背番号
- 2（2016年）